# Erich Auerbach
Erich Auerbach (Berlino, 9 novembre 1892 – Wallingford, 13 ottobre 1957) è stato un filologo tedesco.

## Biografia
Dopo una laurea in giurisprudenza ad Heidelberg nel 1913, al termine della prima guerra mondiale riprende gli studi universitari, conseguendo un dottorato con Eduard Norden nel 1921, in filologia romanza, con la discussione di una tesi sulla novella del primo Rinascimento in Italia e in Francia.
Dal 1923 al 1929 è bibliotecario presso la Staatsbibliothek di Berlino.
Nel 1929, prima di iniziare la carriera universitaria, pubblica un fondamentale studio sulla poesia di Dante e traduce in tedesco la Scienza Nova di Giambattista Vico. Il lavoro su Dante gli consente di ottenere la cattedra di filologia romanza a Marburgo, dove succede all'altro grande critico stilistico Leo Spitzer, passato nel frattempo all'Università di Colonia. La sua indicazione critica più rilevante sulla Divina Commedia è legata alla sua interpretazione figurale dei personaggi del poema dantesco, indicazione seguita in parallelo dallo studioso statunitense Singleton.
Di origini ebraiche, Auerbach è costretto dal regime nazista a lasciare la Germania nel 1936 per rifugiarsi dapprima a Istanbul, dove insegna fino al 1947 e scrive gli articoli raccolti nel suo capolavoro, Mimesis (1946), poi negli Stati Uniti, dove diventa professore all'Università della Pennsylvania, quindi a Princeton e, infine, all'Università Yale. Muore negli Stati Uniti nel 1957.

## Pensiero
Erich Auerbach, assieme agli altri due grandi filologi tedeschi Ernst Robert Curtius e Leo Spitzer, è considerato uno dei maestri della moderna stilistica, fondamentale corrente della critica letteraria del secondo Novecento. Numerose sue opere sono state tradotte in italiano. La sua opera più celebre, cioè Mimesis, è anche considerata, a causa della sua visione transnazionale, una pietra miliare della letteratura comparata. L'influsso di Auerbach continua ancora oggi, dato che è stato, fra l'altro, uno degli ispiratori del critico post-coloniale Edward Said.
La sua importanza si basa anche sul ricorso a termini e categorie di concetti critici opposti; ad esempio, sono significativi i suoi studi sul concetto di figura, che sfocia in una sua visione critica denominata usualmente "interpretazione figurale"; in apertura di Mimesis indica un'allegoria come appare dal punto di vista del pensiero cristiano legato all'ermeneutica agostiniana, e che risulta centrale nell'interpretazione offerta da Auerbach dei personaggi del poema di Dante, visto come grande unificatore dello stile "semplice" e "sublime" (Sacrae Scripturae sermo humilis); quest'approccio analitico deriva peraltro da un attento studio dell'esegesi medievale delle Scritture, secondo l'"allegoria dei teologi".
Egli vede inoltre in Dante il primo autore che, alla fine del Medioevo cristiano, anticipa un elemento che egli ritiene una costante della moderna cultura europea, ovvero la centralità della persona umana frutto della convinzione che la sorte personale dell'uomo sia necessariamente tragica e rivelatrice della sua connessione con l'universale. Secondo Auerbach, Dante ritrovò nell'uomo quella unità di spirito e corpo, di realtà individuale e realtà storica, che avrebbe caratterizzato la coscienza moderna dell'Occidente.

## Opere
- Studi su Dante, traduzione di Maria Luisa De Pieri Bonino[2] e Dante Della Terza[3], introduzione di Dante Della Terza, Milano, Feltrinelli, 1963. ISBN 88-07-10031-2 ISBN 88-06-00389-5 ISBN 978-88-07-81840-0 Comprende Dante als Dichter der irdischen Welt, 1929, più altri saggi successivi.
- Mimesis. Il realismo nella letteratura occidentale (Mimesis. Dargestellte Wirklichkeit in der abendländischen Literatur, 1946), traduzione di Alberto Romagnoli e Hans Hinterhauser, introduzione di Aurelio Roncaglia, 2 voll., Torino, Einaudi, 1956. ISBN 88-06-03897-4 ISBN 88-06-15441-9
- Introduzione alla filologia romanza (Introduction aux études de philologie romane, 1949), traduzione di Maria Rosa Massei, Torino, Einaudi, 1963. ISBN 88-06-03889-3 ISBN 88-06-00388-7
- Lingua letteraria e pubblico nella tarda antichità latina e nel Medioevo (Literatursprache und Publikum in der lateinischen Spätantike und im Mittelalter, 1958), traduzione di Fausto Codino, Milano, Feltrinelli, 1960, ISBN 978-88-07-81949-0.
- La tecnica di composizione della novella (Zur Technik der Frührenaissancenovelle in Italien und Frankreich), traduzione di Raoul Precht, prefazione di Fritz Schalk, Roma, Theoria, 1984. - Vignola, Roma, 1996 ISBN 88-85393-04-7.
- San Francesco, Dante, Vico ed altri saggi di filologia romanza (Gesammelte Aufsätze zur romanischen Philologie, 1968), traduzione di Vittoria Ruberl, Bari, De Donato, 1970. - Editori riuniti, Roma 1987 ISBN 88-359-3075-8.
- Da Montaigne a Proust: ricerche sulla storia della cultura francese, traduzione di Giorgio Alberti, Anna Maria Carpi e Vittoria Ruberl, Bari, De Donato, 1970. - Garzanti, Milano, 1973; col titolo La corte e la città: saggi sulla storia della cultura francese, introduzione di Mario Mancini, Carocci, Roma, 2007 ISBN 978-88-430-4169-5.
- Filologia della letteratura mondiale (Philologie der Weltliteratur), traduzione di Regina Engelmann, Castel Maggiore, Book, 2006, ISBN 88-7232-557-9.
- Romanticismo e realismo e altri saggi su Dante, Vico e l'Illuminismo, a cura di  R. Castellana e C. Rivoletti, Pisa, Edizioni della Normale, 2011, ISBN 978-88-7642-395-6.
- Letteratura mondiale e metodo, con un saggio di Guido Mazzoni, Milano, Nottetempo, 2022. ISBN 978-88-7452-947-6